# エルレンバッハ・アム・マイン
エルレンバッハ・アム・マイン (ドイツ語: Erlenbach am Main、公式表記は Erlenbach a.Main) はドイツ連邦共和国バイエルン州ミルテンベルク郡で最も大きな市。バイエルン州北西部のアシャッフェンブルク近郊に位置する。
この市にはミルテンベルク郡の2つの病院があり、良質のワインで知られる。
エルレンバッハは25年前に市となったバイエルン州で最も新しい市である。

## 地理

### 位置
エルレンバッハはウンターフランケン、マインフィアエック沿いのアシャッフェンブルク近郊に位置する。
以前は独立した自治体であった小村メーヒェンハルトとシュトライトをそれぞれ1976年および1978年に合併した。

### 市の構成
本市は、公式には3つの地区 (Ort) からなる。これらはいずれも小集落や孤立農場ではなく、集落を形成している。
- エルレンバッハ・アム・マイン
- メーヒェンハルト
- シュトライト

## 歴史
この領域に人が住み始めたのは、まだ歴史の夜が明ける前である。1876年に青銅器時代（紀元前1550年から1250年）の4つの墳墓が発掘された。1981年には紀元前1000年から800年の典型的な骨壺墓地が発掘された。
紀元1世紀に、ローマ帝国がマイン川にまで版図を拡げた。帝国の東境のリーメスには城があり、国境を防衛していた。ローマ帝国を避け、ライン川右岸のゲルマン民族は東に移動した。ローマ帝国が崩壊すると、その後何年もかかってだが、531年までにはフランク人がマイン地方を征し、入植地を造った。
最初のエルレンバッハ農場は、おそらく800年から950年の間に設けられた。
1183年頃に皇帝フリードリヒ・バルバロッサはこの村に市場開催権を与えた。皇帝の徴は市場開催権や自由権のほか、実際に目に見える形でも与えられた。それは大きな十字架で、その先端にニワトリがついていた。その横棒には片面に上を向いた手、反対の面には下向きの剣があしらわれている。上向きの手はエルレンバッハの住民が皇帝の特別な庇護下にあること、背いたものには王の剣が見舞われることを示している。
1953年、エルレンバッハ・アム・マインに新しい紋章が創られた。これは2つの古い印章に基づいて創られたものである。どちらの印章も、右手（向かって左）に十字が付いた帝国宝珠、左手に剣を持ち、冠を被った双頭の鷲が描かれていた。鷲の頭上には宙に浮いた選帝侯冠が、頭の下には E と B の文字 (Erlenbach) が描かれている。

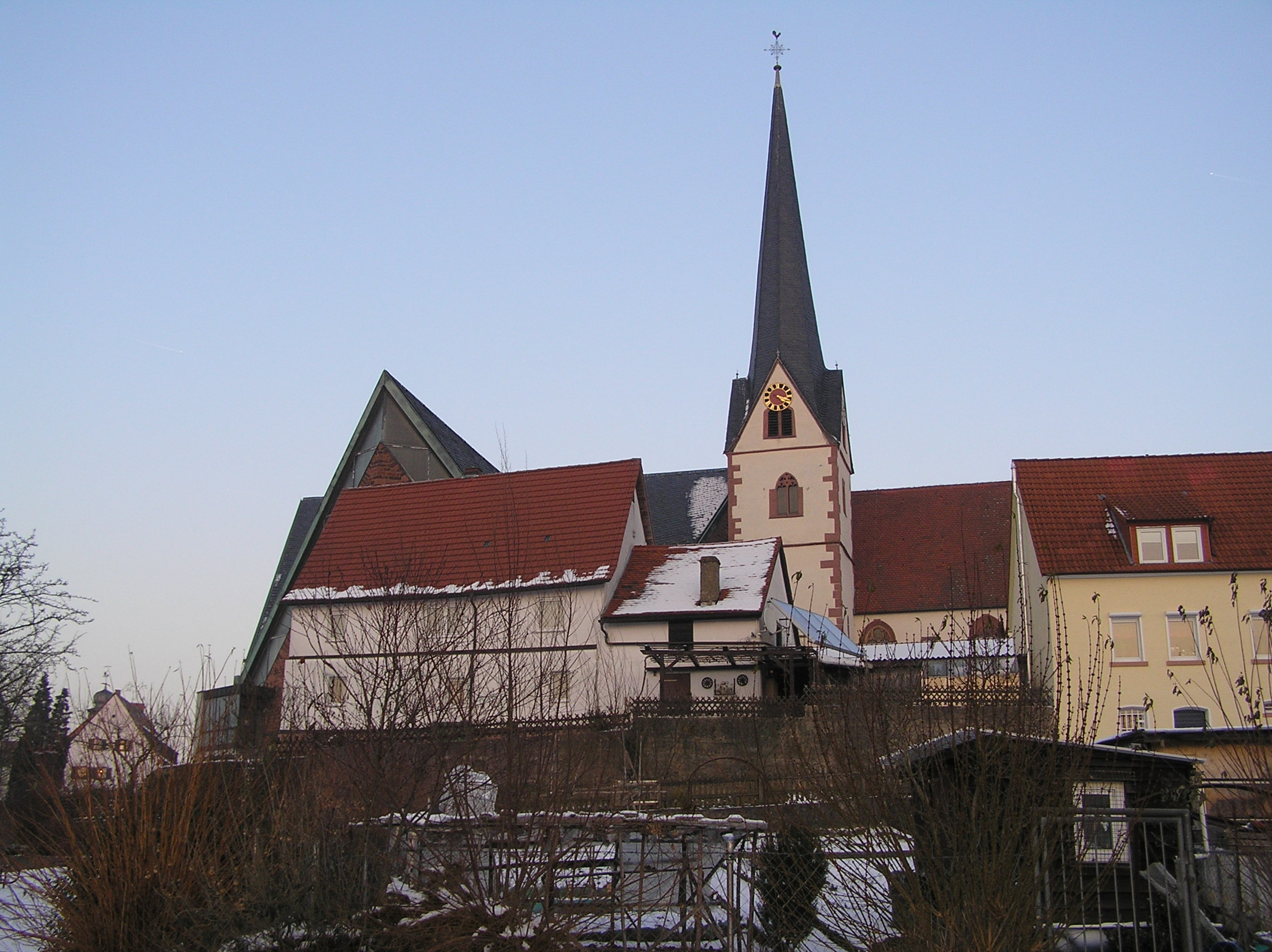
聖ペーター・パウル教会

### 宗教
カトリックの聖ペーター・パウル教会、聖ヨーゼフ教会（ジートルング区）、聖ヨーゼフ教会（メッヒェルハルト地区）、聖カール・ボロモイス教会（シュトライト地区）の他にプロテスタントのマルティン・ルター教会がある。2007年1月以降、福音派自由教会エルレンバッハがあり、2007年7月現在、35人の固定信者がいる。

## 行政

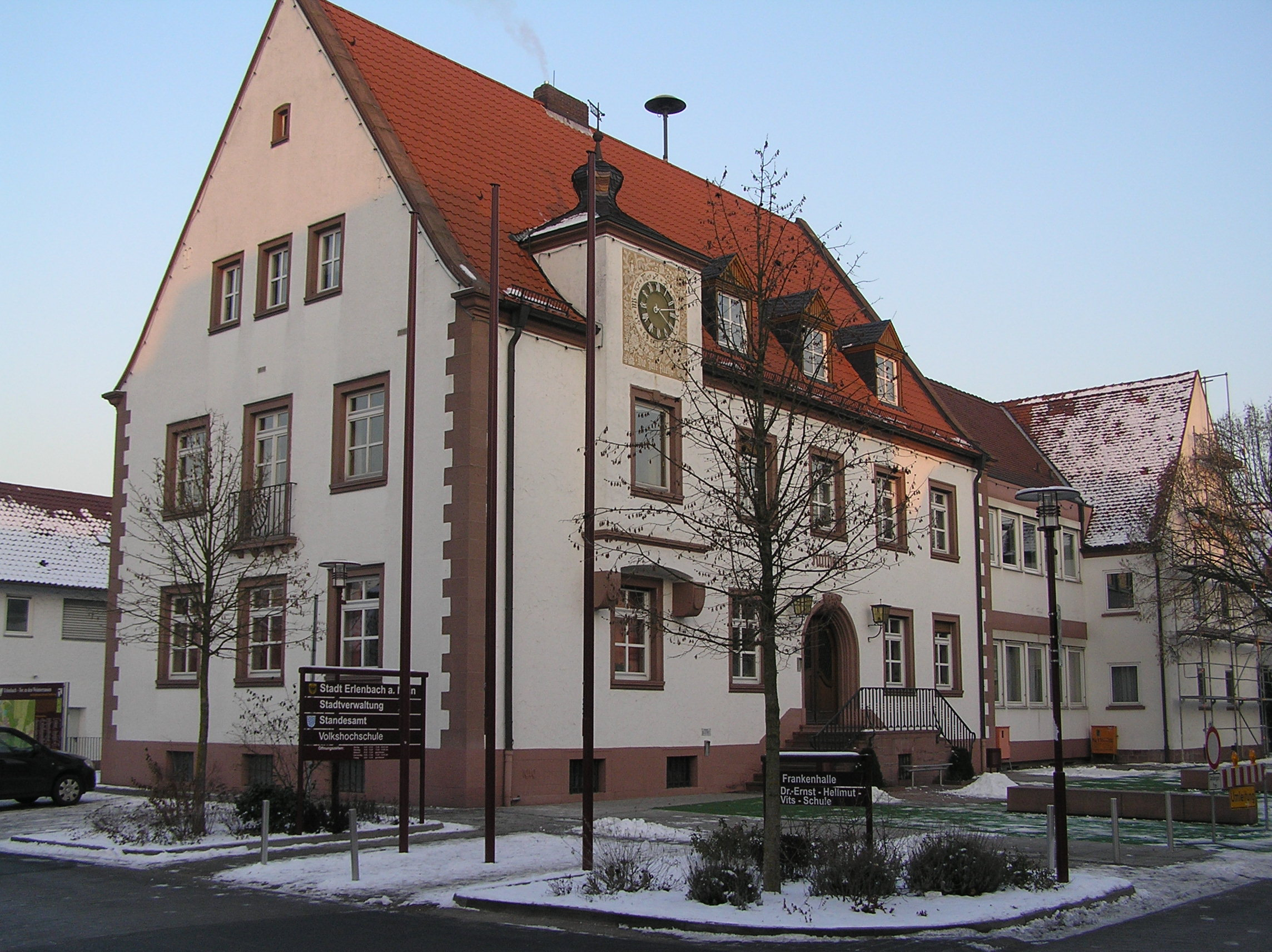
エルレンバッハ市役所

### 市議会
エルレンバッハの市議会は24議席からなる。

### 市長
第1市長はミヒャエル・ベルニンガー (CSU)、第2市長はアンネ・トゥルケ (SPD)、第3市長はヴォルフガング・グロースマン (Freie Wähler) である。

### 姉妹都市
- サン・モーリス（フランス、ヴァル＝ド＝マルヌ県）
- エルレンバッハ（スイス、チューリヒ州）

## 文化と見所

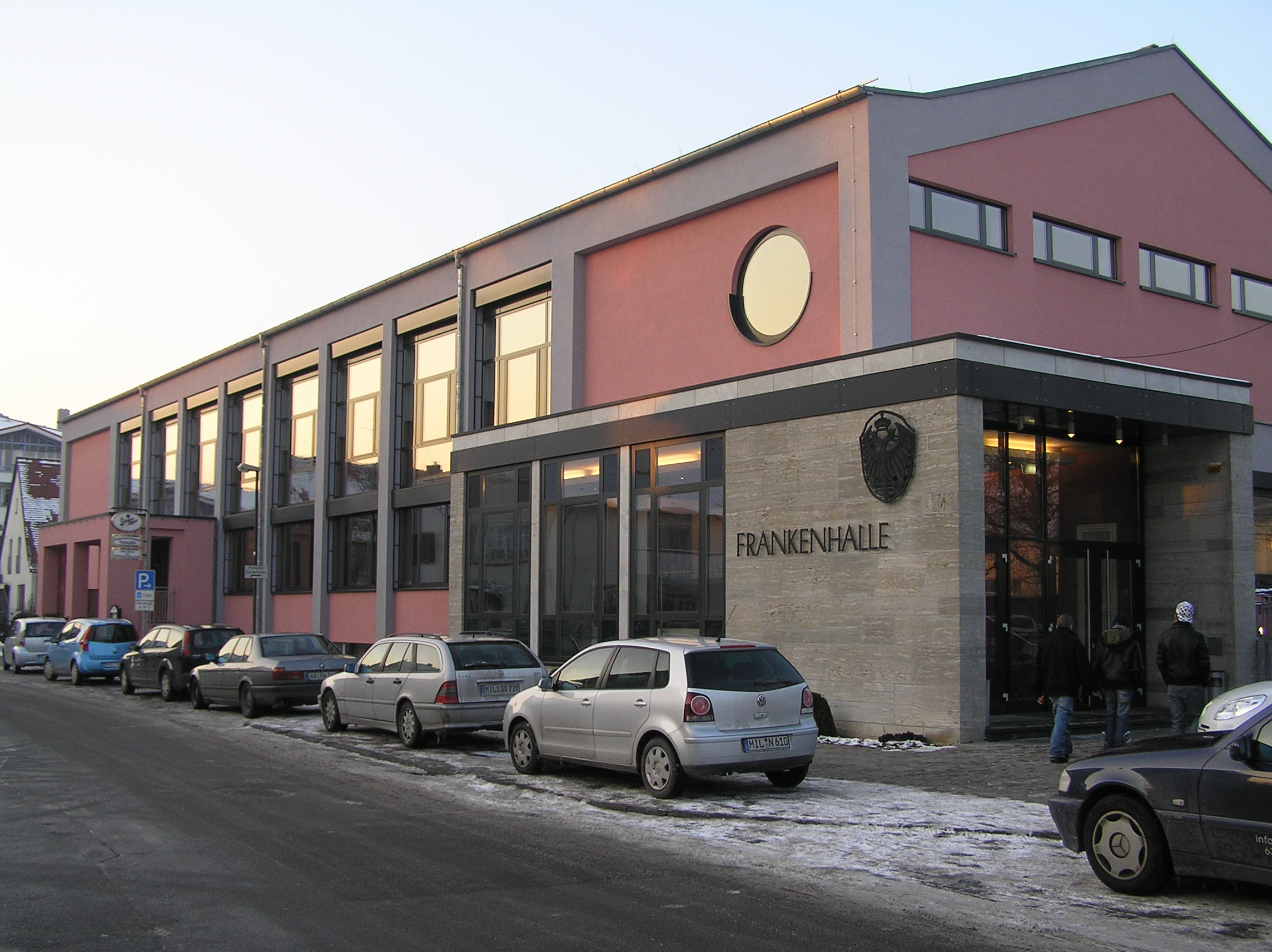
エルレンバッハのフランケンハレ

### 演劇
エルレンバッハの文化生活は多彩な面を持つ。改装されたばかりのフランケンハレは、演劇、ミュージカル、コンサートの舞台に活用されている。さらに文化を充実させるものに、1979年に開館したパノラマ映画館「キノ＝パサージェ」がある。また、多くの祭や市場も忘れてはならない文化生活の構成要素である。

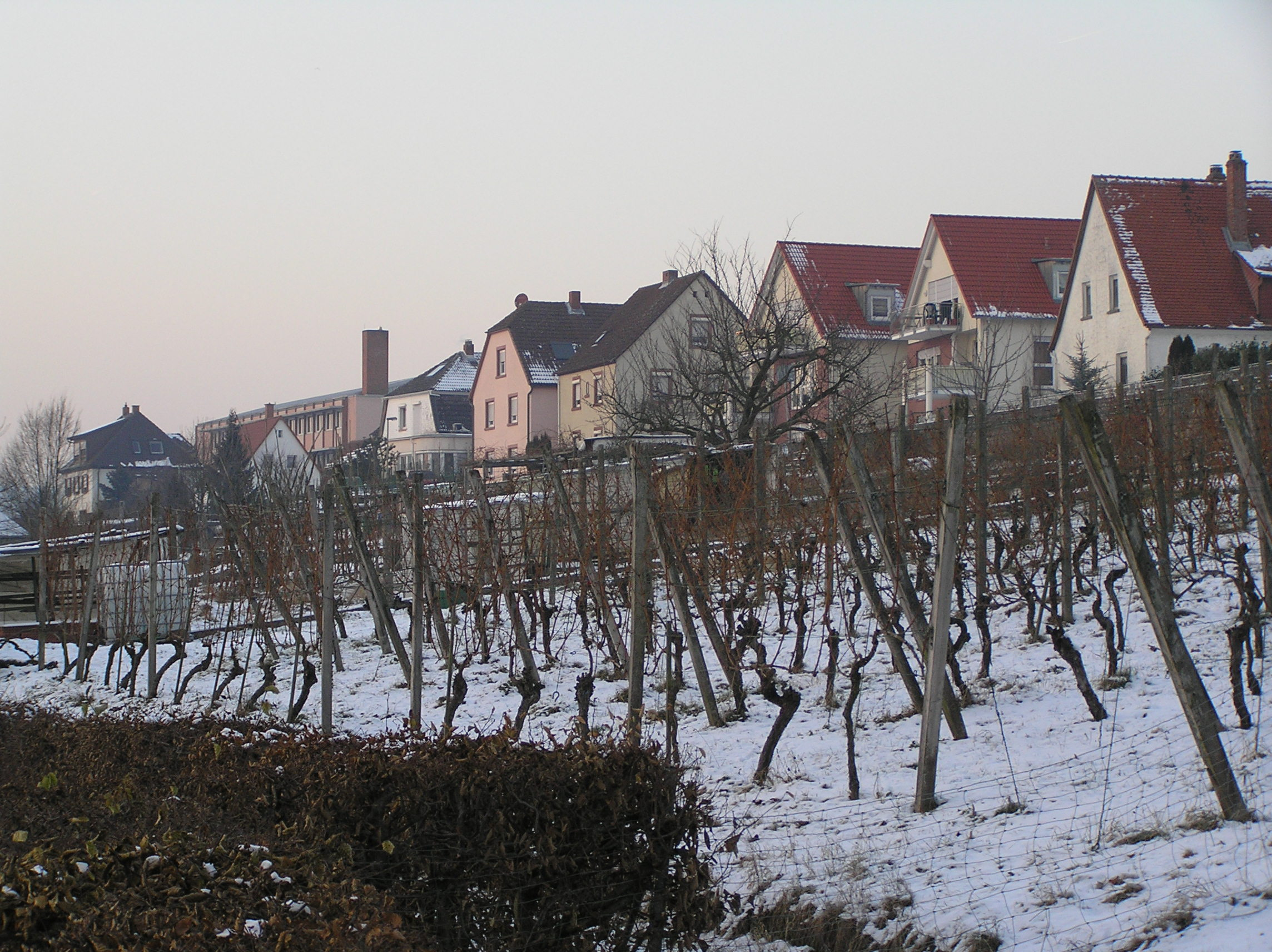
エルレンバッハのブドウ畑

### 郷土料理
すでにローマ時代からマイン渓谷でブドウ栽培が行われていたが、エルレンバッハのブドウ栽培は1000年後の1261年1月2日に初めて文献上に記録されている。エルレンバッハは1990年以降、フランケン赤ワイン街道沿いに位置している。

## 人物
- アロイス・シュミット（1788年 - 1866年）作曲家、ピアニスト、音楽教育家

## 引用
1. ↑  https://www.statistikdaten.bayern.de/genesis/online?operation=result&code=12411-003r&leerzeilen=false&language=de Genesis-Online-Datenbank des Bayerischen Landesamtes für Statistik Tabelle 12411-003r Fortschreibung des Bevölkerungsstandes: Gemeinden, Stichtag (Einwohnerzahlen auf Grundlage des Zensus 2011)
2. ↑  Bayerische Landesbibliothek Online